# Моя страна, моя България
„Моя страна“, по-известна като „Моя страна, моя България“, e патриотична песен от 1970 г. на българския поп певец Емил Димитров

## История
Песента е посветена на неговия син – Емил Димитров – Джуниър. Обявена е за „Песен на столетието в България“ и „неофициален химн на България“. Музика: Емил Димитров, текст: Васил Андреев, аранжимент: Митко Щерев, съпровод: оркестър „Синьо-белите“, диригент: Митко Щерев.

Първоначално песента илиза във Франция под името „Моника“ – с френски текст и няколко години е хит там. Впоследствие „Моя страна“ е била забранена, защото в нея цензурата открива „буржоазно влияние и намеци за емигрантство“. За нея Емил Димитров разказва: 
| „ | Обвиниха авторите ѝ, че е писана за български емигранти в чужбина, като не са прочели в текста „ще се върна“. Аз я дадох на фестивала за забавна песен „Златният Орфей“, но смениха регламента и не можах да взема награда. | “ |

Песента е записана като „Моя страна“ в дългосвирещата плоча „Моя страна“ („Балкантон“, 1970), както и в компилациите: „20 години с песните на Емил“ (LP, „Балкантон“, 1980); „Най-хубавите песни на Емил Димитров“ (MC, „Балкантон“, 1982); „Емил Димитров. Златни хитове“ (CD, „Riva Sound“, 1995); „Само един живот не е достатъчен... С песните на Емил Димитров“ (CD, „Riva Sound“, 2002).
През 2023 г. попфолк изпълнителят Кристофър Галовски – Фараона без разрешение записва песента като „Моя страна, моя Германия“ в стил попфолк с променен текст, за което е заведено дело от Емил Димитров-син за нарушаване на авторски права. През 2024 г. Плевенският окръжен съд забранява кавърверсията на „Моя страна, моя България“, преустановява неправомерното ѝ изпълнение, излъчване и разпространение във всички платформи и осъжда автора ѝ да плати обезщетение на Емил Димитров-син в следния размер: 4000 лв за причинени неимуществени вреди и 1000 лв за имуществени вреди.